# Bjelogrli zovoj
Bjelogrli zovoj (lat. Halobaena caerulea) je jedina vrsta iz roda Halobaena. Duga je 26-32 cm, a teška 152-251 g. Ima raspon krilča 62-71 cm. Populacija ovih ptica sadrži 3 000 000 odraslih jedinki. Ove ptice su sivkastobijele, a rep je plavosive boje. Noge su im boje mesa. Jako su dobri letači. Nastanjuju uglavnom izolirane oceanske otoke, pa oceanografske i klimatske promjene često utječu na smrtnost i uspješnost razmnožavanja. Hrane se uglavnom rakovima, ribama, lignjama i školjkama. Nekad rone u dubine od 6 m da nađu hranu, ali najčešće je uzimaju s površine vode, kao i dosta drugih zovoja. Često ih se viđa da prate ribarske brodove. Jako su društvene i nalaze se često u jatima od nekoliko stotina ptica.

## Razmnožavanje
Pare se u velikim kolonijama. Kao gnijezdišta služe iskopana rupe s oko 15-37 cm dubine. U gnijezdištu se nalazi jedno bijelo jaje iz kojega se izlegne mladi ptić za oko 55 dana. Ptić dobiva perje s 50-ak dana života. Velika prijetnja pilićima i jajima su, na nastanjenim otocima, mačke i štakori.

## Vanjske poveznice
|  | Zajednički poslužitelj ima još gradiva o temi Halobaena caerulea |
|  | Wikivrste imaju podatke o taksonu Halobaena caerulea             |

- Rasprostranjenost                                                                               *Poštanske marke